# JETRO
La Japan External Trade Organization (日本貿易振興機構, Nihon Bōeki Shinkōkikō, aussi appelée ジェトロ, JETRO) est l'agence japonaise chargée de la promotion du commerce extérieur, fondée en 1951. Cette agence permet d'informer les entreprises japonaises et de soutenir les exportations du pays. 

## Histoire
La première JETRO est créée en 1951 à Osaka sur proposition de son maire, Akama Bunzo et Sugi Michisuke, directeur de la Chambre de commerce et d'industrie de la ville. Le MITI approuve à peine de ces initiatives. En 1954, le ministère décide de reprendre l'organisation en mains en la finançant plus et en prenant contrôle de ses opérations pour les accroître.

## Organisation
La JETRO est une agence publique.
Le siège de l'organisation est localisé à Osaka. Elle dispose d'antennes dans plusieurs pays considérés comme stratégiques. Ces antennes emploient des consultants qui conseillent les entreprises locales ou nationales sur leurs affaires avec le Japon. En 2005, il y avait 80 antennes dans 56 pays. Chaque antenne rassemble des données sur le commerce entre le Japon et l'étranger.